# Maria Salom
Maria Salom Coll, née le 5 décembre 1967 à Inca, est une femme politique espagnole membre du Parti populaire (PP).
Elle est déléguée du gouvernement dans les Îles Baléares entre novembre 2016 et juin 2018.

## Biographie

### Vie privée
Elle est mariée et mère d'un fils.

### Formation et vie professionnelle
Étudiante de l'université des îles Baléares, elle est titulaire d'une licence en sciences économiques et entrepreneuriales qu'elle obtient en 1990 et d'un master en finances publiques en 2000.

### Députée régionale puis nationale
En 1991, elle est élue députée au Parlement des îles Baléares lors des élections régionales. Elle est alors la plus jeune femme à avoir été élue députée. Elle est réélue successivement jusqu'en 2008. Elle est porte-parole du groupe parlementaire populaire régional de 1995 à 1999 et membre de la députation permanente. En 2003, elle est élue conseillère municipale de Inca, sa ville natale.
En 2004, elle est élue députée au Congrès des députés et devient porte-parole adjointe du groupe parlementaire populaire jusqu'en 2008.

### Présidente du conseil insulaire de Majorque
Lors des élections municipales de mai 2011, elle est élue présidente du conseil insulaire de Majorque en remportant une victoire historique sur Francina Armengol. Elle occupe son poste jusqu'en 2015.
Elle est néanmoins réélue au parlement régional en 2015 et siège en tant que seconde vice-présidente de la chambre jusqu'à sa nomination à la délégation du gouvernement.

### Déléguée du gouvernement
Le 18 novembre 2016, elle est nommée déléguée du gouvernement dans les Îles Baléares par le président du gouvernement Mariano Rajoy. Assermentée le 21 novembre, elle prend la suite de Teresa Palmer Tous qui était candidate aux élections générales du 20 juin 2016.